# Maurice Boitel
Maurice Boitel (Tillières-sur-Avre, 31 luglio 1919 – Audresselles, 11 agosto 2007) è stato un pittore francese.

## Biografia
Maurice Boitel apparteneva al movimento d'arte chiamato La Jeune Peinture (Giovane Pittura) della scuola di Parigi, assieme a pittori come Bernard Buffet, Yves Brayer, Louis Vuillermoz, Pierre-Henry, Daniel du Janerand, Gaston Sébire, Paul Colomb, Bernardino Toppi, Jean Monneret.

### Studi alla Scuola Nazionale Superiore delle Belle Arti di Parigi
Boitel fu poi allievo delle scuole di Belle Arti di Boulogne-sur-Mer, di Amiens (città ove risiedette per qualche anno), poi di Digione, nell'atelier di André Claudot.
Dopo avere frequentato la Scuola Nazionale Superiore delle Belle Arti di Parigi, dove ha conosciuto Bernard Buffet, Daniel du Janerand e Louis Vuillermoz, che sarebbero poi diventati suoi amici, Maurice Boitel ha vinto il concorso del premio della Villa Abd-el-Tif in Algeri dove è rimasto due anni (1946-1947) ed ha realizzato una serie di opere che riguardavano le località di questo paese, allora provincia francese.

### Premi e mostre
Ha ottenuto quasi tutti i premi di pittura francesi tra il 1946 e il 2000, la medaglia d'oro dell'Istituto di Francia e quella degli Artisti Francesi ed è stato membro dei comitati dei principali saloni parigini (Salon d'Automne, salon des Artistes Français, Salon de la société Nationale des Beaux Arts, Salon "Comparaisons", Salon "Terra Latina", Salon du dessin et de la Peinture à l'eau). Nel 1963 vinse anche il Premio Puvis de Chavannes.
Le mostre individuali della sua opera si sono principalmente tenute nel Grand Palais (1990) di Parigi, nel Museo delle Belle Arti della città di Parigi al Palais de Chaillot (1963), nei Musei provinciali di Boulogne-sur-Mer (1976), Montbar, Montreuil-sur-Mer etc., nelle gallerie parigine René Drouet, Suillerot, Bernier e le sue opere possono anche essere viste alla galleria Contini di Caracas (Venezuela).
Al estero, ha partecipato a mostre a New York, Los Angeles, Zurigo, Tokyo, Città del Messico, Monaco di Baviera, Francoforte, San Pietroburgo, Abidjan.

### Luoghi di lavoro
Ha soprattutto dipinto a Cadaqués (Spagna), ad Audresselles, a Nuits-Saint-Georges (Borgogna), ad Ambazac (Limosino), nelle isole dell'Atlantico, e anche a Nizza, Roma, Firenze e Venezia.

## Omaggi
- Il consiglio de Parigi, all'unanimità, chiamò una delle più lunghe vie pedonali della capitale promenade Maurice Boitel (2014) (2013 DEVE 165 a et b);
- Il consiglio comunale d'Audresselles, all'unanimità, chiamò il lungomare allée Maurice Boitel (2007);
- Il consiglio comunale di Conches-sur-Gondoire, centro di Marne-la-Vallée, all'unanimità, chiamò la sua area recreativa espace familial Maurice Boitel (2016);
- Il consiglio comunale di Ambazac, Limosino,  chiamò la sua piazza del municipio  esplanade Maurice Boitel (11 agosto 2017)